# Pascual Somma
Pascual Somma (Montevideo, 1896 - ibídem, 1930) va ser un futbolista internacional uruguaià, campió olímpic el 1924 amb la seva selecció.

## Biografia
Somma va ser vuit cops campió de la Primera Divisió de futbol de l'Uruguai amb el Club Nacional de Football i quatre cops campió d'Amèrica amb la selecció de futbol de l'Uruguai.
El 1924 va viatjar amb la selecció cap a París per participar en els Jocs Olímpics d'estiu d'aquell any, on l'Uruguai va obtenir la seva primera medalla d'or en futbol masculí. Entre 1911 i 1924 va jugar 42 partits amb La Celeste.